# A Place to Bury Strangers
A Place to Bury Strangers é uma banda de noise rock de Nova York, composta por Oliver Ackermann (guitarra/vocal), Dion Lunadon (baixo) e Robi Gonzalez (bateria). O grupo toca um som pesado e atmosférico com uma influência de rock psicodélico, shoegaze e space rock. A banda também é conhecida pelas iniciais APTBS.

## História

### Primeiros anos
A Place to Bury Strangers foi formado em 2001 quando David Goffan começou a tocar com seus gravadores de 8 faixas em seu tempo livre. No final de 2002, Tim Gregorio juntou-se, e pouco tempo depois, Oliver Ackermann ofereceu-se pra tocar bateria na banda. Ele mudou pra guitarra e vocais depois do primeiro ensaio. Eles fizeram seu primeiro show no Luxx, no Brooklyn em 2003. Jay Space e Jono Mofo, ambos da banda MOFO, de Nova York, juntaram-se ao grupo quando Tim Gregorio saiu. Foi aí que decidiram focar na qualidade da música ao invés de focar no volume. Em 2006, APTBS lançou três EPs sem nome, com diferentes esquemas de cores; que se tornaram conhecidos como os EPs Vermelho, Azul e Verde.
Em 2006, a banda ganhou reconhecimento depois de sua apresentação no Webster Hall com Brian Jonestown Massacre. A banda voltou ao Webster Hall em 2007 para tocar com uma de suas maiores influências, The Jesus and Mary Chain.
Ao longo desses anos de formação, os shows da banda foram ficando caóticos, fazendo com que ganhassem de vários blogueiros e críticos de música indie, o apelido de "a banda mais barulhenta" de Nova York.

### A primeira gravação e a turnê
Em 2007, Jon Whitney, do Killer Pimp Records escreveu num guardanapo o contrato de seu primeiro lançamento, A Place to Bury Strangers. Em Agosto de 2007, a banda ganhou atenção nacional depois de um review favorável da Pitchfork Media.
Em 2007, a banda juntou-se ao Black Rebel Motorcycle Club na turnê "Holy Fuck".
Em Abril de 2008, foi anunciado que a banda abriria para o Nine Inch Nails em várias datas na sua turnê americana.
O primeiro lançamento da banda no Reino Unido foi em Maio de 2008, pela Rocket Girl, quando tocaram alguns shows e receberam crítica positiva da mídia britânica com apoio da NME e da Kerrang!. Em Novembro de 2008, a banda retornou à Europa e Reino Unido abrindo para o MGMT. O seu álbum, lançado no mesmo mês, provocou mais uma agitação da mídia britânica.

### Exploding Head
No início de 2009, o APTBS assinou com a Mute Records. A banda também anunciou outra turnê europeia e apresentações no Coachella Valley Music and Arts Festival, Seaport Music Festival, Rock al Parque e no Siren Music Festival.
O seu segundo álbum, Exploding Head, foi lançado em Outubro de 2009.
No início da primavera de 2010, Jono MOFO tinha decidido deixar a banda por motivos pessoais (depois de se casar recentemente) ao invés de entrar em turnê com a banda, que estava apoiando o The Big Pink. Ele foi substituído na turnê daquela primavera por Dion Lunadon, que era das bandas The D4 e The True Lovers.
Em 5 de julho de 2010, o APTBS foi pela primeira vez à Bogotá na Colômbia e tocou no Rock al Parque, o maior festival de rock livre na América do Sul.

### Worship
Em 14 de fevereiro de 2011, Ackermann disse que a banda tinha começado a trabalhar em seu terceiro álbum.
Em 10 de janeiro de 2010, A Place To Bury Strangers lança o vídeo do primeiro single So Far Away do próximo EP Onwards To The Wall.
Em 12 de fevereiro de 2012, a banda anunciou que Robi Gonzalez estava assumindo a bateria para o A Place To Bury Strangers. Eles também agradeceram o ex-baterista, Jay Space, por sua contribuição à banda.
Em 2 de maio de 2012, foi confirmado que o terceiro álbum da banda, "Worship", está marcado para ser lançado em 11 de junho no Reino Unido e Europa, e em 26 de junho de 2012 nos EUA, pela Dead Oceans.

## Discografia
| Álbums de estúdio - 2007: A Place to Bury Strangers - 2009: Exploding Head - 2012: Worship EPs - 2006: Red EP - 2006: Blue EP - 2006: Green EP - 2008: EP A Place To Bury Strangers(10"; Meal Deal) - 2008: EP Nine Inch Nails: Lights In The Sky Over North America Tour (To Fix the Gash in Your Head) - 2009: EP In Your Heart - 2010: EP Ego Death Tour (12") - 2010: EP I Lived My Life To Stand In The Shadow Of Your Heart - 2012: EP Onwards To The Wall | Singles - 2008: Missing You (7"; Vacancy Records) - 2008: I Know I'll See You (7"; Vacancy Records) - 2008: Breathe (7"; Vacancy Records) - 2008: I Know I'll See You (7"; Rocket Girl) - 2009: Missing You (7"; Rocket Girl) - 2009: In Your Heart (7"; Mute) - 2009: Keep Slipping Away (7"; Mute) - 2011: So Far Away - 2012: Burning Plastic / Send Me Your Dreams (split single with Ceremony) - 2012: You Are The One (7"; Dead Oceans) |